# Nicolai Abraham Brummer
Nicolai Abraham Brummer (27. august 1822 i Sønderhå Præstegård, Hassing Herred – 1. marts 1903 på Frederiksberg) var en dansk officer og jernbanemand, gift med Therese Brummer, far til Valdemar Brummer og onkel til Carl Brummer.
Han var søn af sognepræst og konsistorialråd Nicolai Brummer (1775-1857) og Sophie Cathrine født Hansen (1790-1864) og blev uddannet i Ingeniørkorpset, hvor han sluttede sin karriere med rang af oberst. Brummer var siden driftsbestyrer ved Gribskovbanen. 15. august 1871 blev han Dannebrogsmand og 29. maj 1900 Kommandør af 2. grad af Dannebrogordenen.
Brummer var gift to gange: 7. august 1852 ægtede han i Hammer Præstegård Kirstine Marie Rørdam (14. december 1833 i Låstrup Præstegård ved Præstø - 30. august i Aarhus), datter af sognepræst Hans Christian Rørdam. 17. maj 1861 ægtede han Therese Conradine Casse, datter af A.L. Casse.